# Achille Mbembe
Joseph-Achille Mbembe, mais conhecido como Achille Mbembe (Otele, Camarões, 27 de julho de1957), é um filósofo, cientista político, historiador, intelectual e professor universitário camaronês.

## Biografia
Mbembe nasceu perto de Otele, nos Camarões — na época, Camarões Franceses —, em 27 de julho de 1957. Obteve seu Ph.D. em história na Universidade de Sorbonne em Paris, na França, em 1989. Subsequentemente obteve um Diploma de Estudos Avançados (DEA) em Ciência Política no Instituto de Estudos Políticos, na mesma cidade. Já teve cargos na Universidade Columbia em Nova Iorque, Instituto Brookings em Washington, D.C., Universidade da Pensilvânia, Universidade da Califórnia em Berkeley, Universidade Yale, Universidade Duke e o Conselho para o Desenvolvimento da Pesquisa em Ciências Sociais em África em Dakar, Senegal. Foi professor assistente de História na Universidade de Columbia, entre 1988 e 1991, pesquisador no Instituto Brookings entre 1991 e 1992, professor associado de História na Universidade da Pensilvânia entre 1992 e 1996, diretor executivo do Conselho para o Desenvolvimento da Pesquisa em Ciências Sociais na África entre 1996 e 2000. Achille foi professor visitante na Universidade da Califórnia no campus de Berkeley em 2001 e professor visitante na Universidade de Yale em 2003. Atualmente, é professor-pesquisador de História e Política no Instituto de Pesquisa W. E. B. Dubois, na Universidade Harvard.
Tem escrito extensivamente sobre política e história africana, incluindo La naissance du maquis dans le Sud-Cameroun (París, Karthala, 1996). De la postcolonie: essai sur l'imagination politique dans l'Afrique contemporaine foi publicado em Paris no ano 2000 em francês e a tradução em inglês foi publicada pela editora da Universidade da Califórnia em Berkeley, em 2001. Em 2015, a Editora da Universidade Wits publicou uma nova edição africana.

## Trabalho
Seus principais tema de investigação são história da África, pós-colonialismo, ciências sociais e política. Embora seja chamado de teórico pós-colonial, em boa parte devido ao nome em inglês do seu primeiro livro, ele recentemente rejeitou o termo, porque vê seu projeto como um trabalho tanto de aceitação quanto de transcendência da diferença, em vez de um retorno para uma terra natal original, marginal e não-metropolitana.
Suas principais obras são: Les jeunes et l’ordre politique en Afrique noire (1985); La naissance du maquis dans le Sud-Cameroun (1920–1960); Histoire des usages de la raison en colonie (1996); De la postcolonie. Essai sur l’imagination politique dans l’Afrique contemporaine (2000); Sortir de la grande nuit: Essai sur l'Afrique décolonisée (2003); e Critique de la raison nègre (2013).
Em sua obra central, De la postcolonie. Essai sur l’imagination politique dans l’Afrique contemporaine, Mbembe diz que o discurso acadêmico e popular na África é pego dentro de uma variedade de clichês presos a fantasias e medos ocidentais. Seguindo Frantz Fanon e Sigmund Freud, Mbembe defende que este retrato não é um reflexo de uma África verdadeira mas uma projeção inconsciente presa à culpa, negação e compulsão à repetição. Como James Ferguson, Valentin-Yves Mudimbe e outros, Mbembe interpreta a África não como um lugar definido e isolado, mas como uma relação tensa, entre si e o resto do mundo, que se desenrola simultaneamente nos níveis político, psíquico, semiótico e sexual.
Segundo Mbembe, o conceito de biopoder, de Michel Foucault, como um agrupamento de poder disciplinar e biopolítica, não é mais suficiente para explicar as formas contemporâneas de subjugação. Aos insights de Foucault sobre as noções de poder soberano e biopoder, Mbembe acrescenta o conceito de necropolítica, que vai além de simplesmente "inscrever corpos dentro de aparatos disciplinares". Discutindo os exemplos da Palestina, África e Kosovo, Mbembe mostra como o poder da soberania agora é encenado através da criação de zonas de morte, onde a morte se torna o último exercício de dominação e a principal forma de resistência.
| “ | (...) a expressão máxima da soberania reside, em grande medida, no poder e na capacidade de ditar quem pode viver e quem deve morrer. Por isso, matar ou deixar viver constituem os limites da soberania, seus atributos fundamentais. Exercitar a soberania é exercer controle sobre a mortalidade e definir a vida como a implantação e manifestação de poder. | ” |
|   | — Achille Mbembe, Necropolítica. |   |

## Livros
- 1985 Les Jeunes et l'ordre politique en Afrique noire, Éditions L'Harmattan, Paris 1985 ISBN 2-85802-542-8
- 1996 La naissance du maquis dans le Sud-Cameroun, 1920–1960: histoire des usages de la raison en colonie.
- 2000 De La Postcolonie, essai sur l'imagination politique dans l'Afrique contemporaine.
- 2000 Du Gouvernement prive indirect.
- 2010 Sortir de la grande nuit – Essai sur l'Afrique décolonisée[17]
- 2013 Critique de la raison nègre
- 2016 Politiques de l'inimitié